# Popów (gmina)
Pour les articles homonymes, voir Popów.
Popów est une gmina rurale du powiat de Kłobuck, Silésie, dans le sud de la Pologne. Son siège est le village de Popów, qui se situe environ 14 km au nord de Kłobuck et 88 km au nord de la capitale régionale Katowice.
La gmina couvre une superficie de 102,21 km2 pour une population de 6 033 habitants.

## Géographie
La gmina inclut les villages d'Annolesie, Antonie, Brzózki, Dąbrowa, Dąbrówka, Dębie, Florianów, Kamieńszczyzna, Kule, Lelity, Marianów, Nowa Wieś, Płaczki, Popów, Popów-Parcela, Rębielice Królewskie, Smolarze, Wąsosz Dolny, Wąsosz Górny, Więcki, Wrzosy, Zawady et Zbory.
La gmina borde les gminy de Działoszyn, Lipie, Miedźno, Nowa Brzeźnica, Opatów et Pajęczno.